# Agylla brunneipennis
Agylla brunneipennis är en fjärilsart som beskrevs av Paul Dognin 1914. Agylla brunneipennis ingår i släktet Agylla och familjen björnspinnare. Inga underarter finns listade i Catalogue of Life.